# Billy Connolly

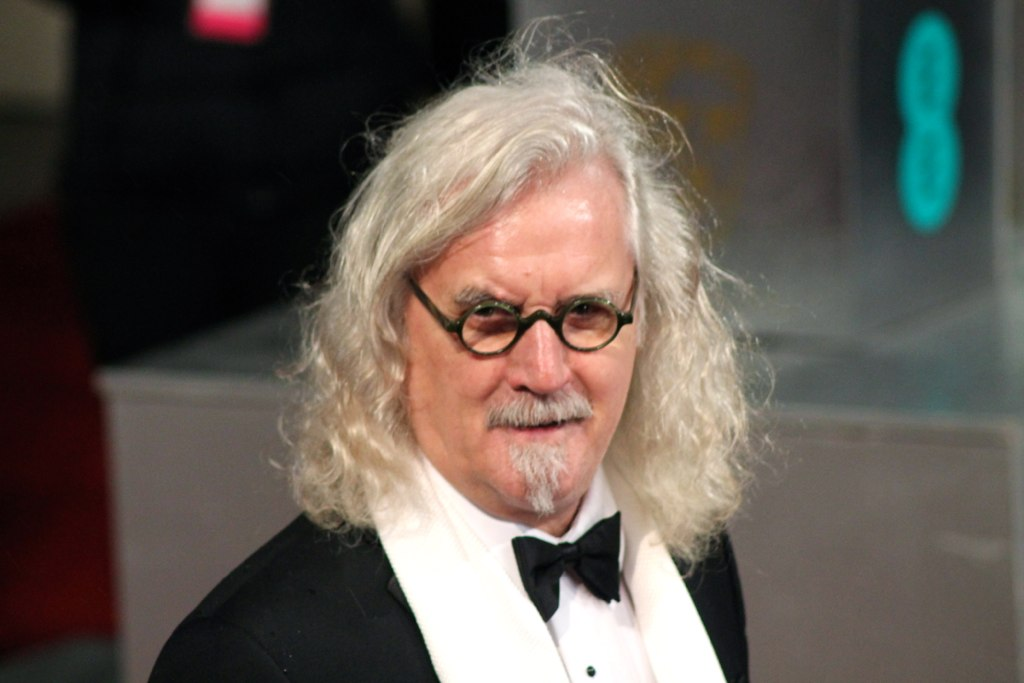
Connolly, februari 2013

William "Billy" Connolly, Jr., CBE, född 24 november 1942 i Glasgow, är en brittisk (skotsk) komiker, musiker och skådespelare.
Connolly var medlem av duon/trion The Humblebums 1969–1970 tillsammans med sångaren Gerry Rafferty.
Billy Connolly fick sitt stora genombrott i filmen The Boondock Saints 1999, där han spelar rollen som "Il Duce".
Connolly är känd i Skottland under smeknamnet The Big Yin (ungefär Den Stora). Han är sedan barnsben en trogen supporter av den skotska fotbollsklubben Celtic FC och ett stort fan av Henrik Larsson.

## Personligt liv
Billy Connolly var 1969–1985 gift med Iris Pressagh (de separerade dock redan 1981). Sedan 1985 har han varit tillsammans med skådespelaren och psykologen Pamela Stephenson, som han har tre barn med. Paret har varit gifta sedan 1989.

## Filmografi i urval
- 2014 – Hobbit: Femhäraslaget som Dáin II Järnfot
- 2014 – What We Did on Our Holiday
- 2012 – Modig
- 2010 – Gullivers resor
- 2009 – The Boondock Saints 2
- 2008 – Arkiv X: I Want to Believe
- 2006 – Gustaf 2
- 2006 – Fido
- 2005 – The Aristocrats
- 2004 – Lemony Snickets berättelse om syskonen Baudelaires olycksaliga liv
- 2003 – Den siste samurajen
- 2003 – Timeline
- 2002 – Vit oleander
- 2001 – The Man Who Sued God
- 2001 – Drömprinsen
- 2000 – Columbo - Mord efter noter (TV-film)
- 1999 – The Boondock Saints
- 1998 – Still Crazy
- 1997 – Hennes majestät Mrs. Brown
- 1996 – Mupparna på skattkammarön
- 1995 – Pocahontas
- 1978 – Syndernas förlåtelse